# Таспар-каган
Таспар-каган, так же Татпар-каган (др. тюрк. ‏𐱃𐱃𐰯𐰺𐰴𐰍𐰣‎ — Tatpar qaγan) устар. Тобо-хан (кит. упр. 佗缽可汗, пиньинь tobokehan) — четвёртый тюркский каган (572—581), сын Бумын-кагана.

## Имена
«Звериное» имя кагана реконструировано Л. Н. Гумилёвым из сообщения византийского историка Менандра («Арсила») как Арслан («лев»). На основе китайской транскрипции Тобо-хан Гумилёв выводил тюркское имя Табак-хан или Тапу-хан («хан с чашкой»), предполагая, что оно указывает на период увлечения кагана буддизмом, когда он ходил с патрой (чашей для сбора подаяния), наподобие монаха.
В согдийской надписи на открытой в 1956 году Бугутской стеле, где отражена подлинная тюркская ономастика, имя кагана прочитано советскими тюркологами как Таспар. В 1997 году японский учёный Ютака Ёсида исправил чтение на Татпар.

## Вступление на престол

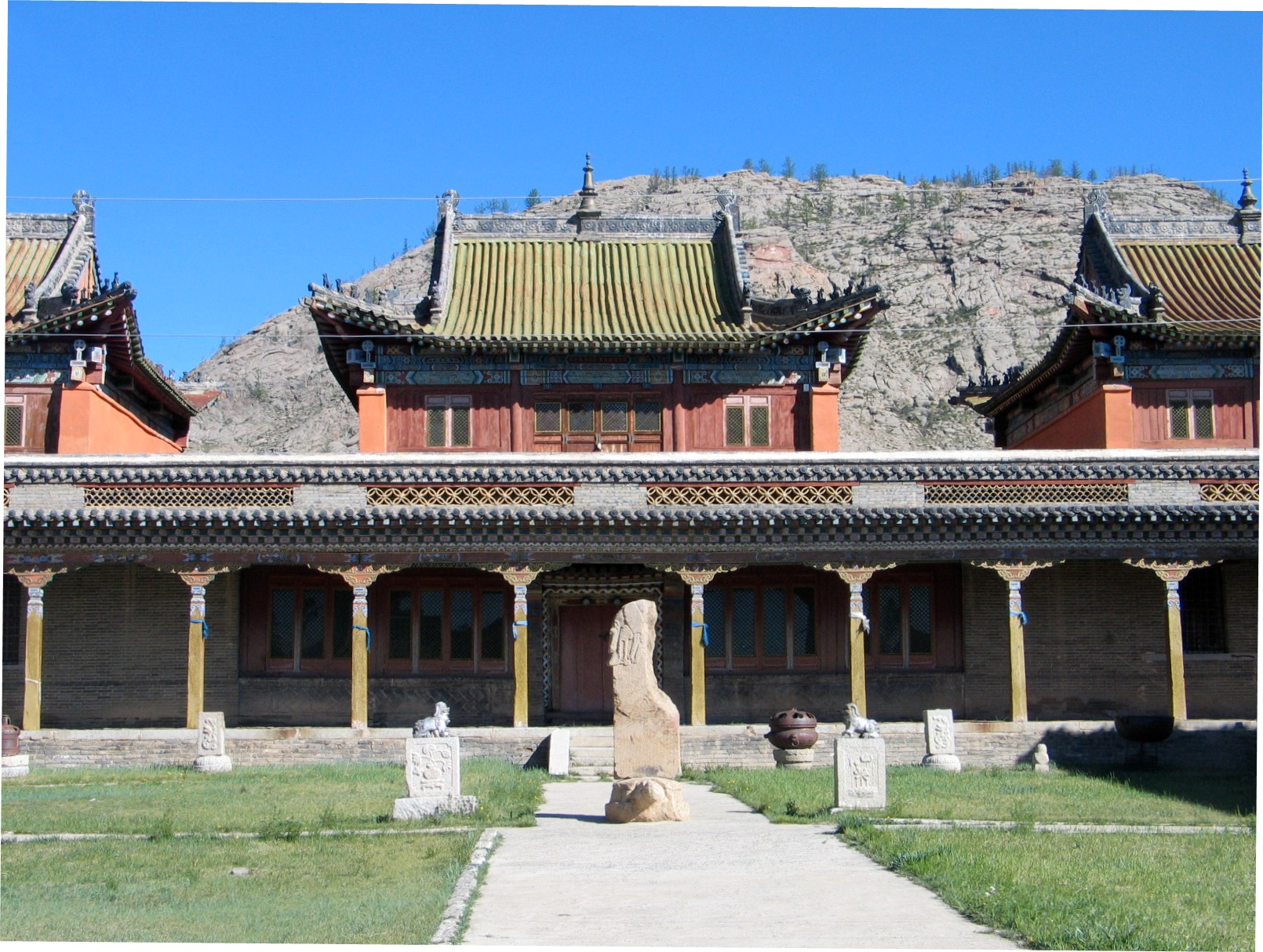
Бугутская стела на черепаховом постаменте

Таспар был третьим сыном кагана Бумына. О старшем брате Таспара Мухан-кагане, правившем с 553 года, нет упоминаний в источниках после 569 года. На основе указания Суй-шу о двадцатилетнем сроке правления Мухана датой его смерти обычно считается 572 год. По предположению С. Г. Кляшторного, упоминаемый в Бугутской надписи наравне с каганами Махан-тегин некоторое время был регентом или соправителем Таспара, чем и объясняется умолчание в китайских источниках о Мухан-кагане после 569 г. и Таспар-кагане до 573 года («Во второе лето правления Гян-дэ [573] Тобо отправил посланника представить лошадей»).
Вступив на престол, Таспар поставил соправителей («малых каганов»): племянника Шету (сын Кара Иссык Хана) назначил Эрфу-ханом, то есть правителем восточной части державы, а брата Жутань-хана — на западе с титулом Були-хан.

## Правление

### Религиозная политика
Завоевания тюркютов привели к усложнению религиозной жизни государства. Наряду с присущими степным народам традиционными культами большую роль стали играть зороастризм и буддизм. Понимая значение идеологического фактора, каганы, вероятно, видели в буддизме, приемлемом как для среднеазиатского, так и для дальневосточного региона, инструмент единения разноплемённой империи. Деятельность в ставке кагана буддийских миссионеров, начатая ещё при Мухане, в правление Таспара принесла свои плоды. В Бугутской надписи сообщается о создании в центре каганата буддийской сангхи, учреждённой Махан-тегином по повелению Таспара либо самим каганом. Согласно китайским хроникам, это произошло под влиянием Шамынь Хой-линя, который был уведён тюркютами из Северной Ци. Из царства Ци были привезены священные книги; сам каган увлёкся китайской культурой и сожалел, что не родился в Китае.
Таспар официально принял буддизм в 574 году, после начала гонений на служителей этой религии У-ди, императора Северной Чжоу. Покинув чжоуское царство, индийский монах Чинагупта со своими спутниками в течение десяти лет проповедовал буддизм в ставке кагана. В этот период на тюркский язык были переведены и записаны для Таспара некоторые сутры, построены буддийские храмы и монастыри, где сам каган принимал участие в обрядах.

### Войны
К 572 году тюркюты ощущали своё преимущество перед раздробленным Китаем. Северная Чжоу ещё не вполне восстановила силы после войны с Северной Ци, а в случае войны с тюркютами чжоусцам пришлось бы обороняться и от государства Чэнь. Исходя из этого, Таспар и должен был планировать свои действия в северном Китае. Чжоуский император У-ди (Юйвэнь Юн) был вынужден заключить с тюрками Договор Мира и Родства, посылать кагану 100 000 шёлковых тканей ежегодно и кормить за счёт казны тюркютские «посольства» в составе нескольких тысяч человек. Северная Ци до 577 года также отправляла подарки-дань тюркютам. Таспар-каган говорил: «Только бы на юге два мальчика (Северная Чжоу и Северная Ци) были покорны нам, тогда не нужно бояться бедности».
В 577 году У-ди завоевал Северную Ци, и князь Гао Шаои, последний представитель династии, бежал к тюркютам. Таспар поддержал Гао Шаои и напал на Чжоу в 578 году. Округ Ючжоу был разорён тюркютами, а министр Лю Хун погиб в битве с ними. У-ди, собравший шесть армий для войны с каганом, неожиданно заболел и умер. Всю зиму тюрки грабили северный Китай, пробовали осадить Цзюцзюань, но потом ушли.
В 579 году начались переговоры о мире. Император Сюань-ди выдал за кагана Цяньгинь, дочь вана Чжао, и просил выдать Гао Шаои. Каган отказался и совершил набег на Бинчжоу. Посланник Хэ Жои был отправлен чжоуским императором с богатыми дарами в ставку Таспара, и последний согласился выдать Шаои. Каган пригласил Шаои на охоту, там его связали и передали Хэ Жои, который увёз Шаои в Чанъань.
В конце 581 года Таспар-каган заболел и умер. Ко времени его смерти Тюркский каганат был одним из сильнейших государств мира наряду с Сасанидской и Византийской империями.
После смерти Таспара возник вопрос о престолонаследии. Сам каган требовал назначить своим преемником Торэмена, сына Мугань-хана, но тот был непопулярен среди знати из-за «низкого происхождения» его матери. Шету поддержал кандидатуру слабого Амрака (Аньло), сына Таспара, а через некоторое время тот отказался от престола в пользу Шету, принявшего титул Бага-Ышбара хан.

## Таспар-каган и Чингис-хан
Исследователями делались попытки связать происхождение основателя Монгольской империи с тюрками. В частности, английский историк Г. Ховорс в сочинении History of the Mongols from the 9th to the 19th Century
(1876) по схожести имён отождествил Тобо-хана с одним из предков Чингис-хана, Добун-мэргэном (Добун-баяном; упоминается в «Сокровенном сказании» и в «Сборнике летописей» Рашид ад-Дина). Ховорс обосновывал свою гипотезу следующими соображениями: сходны также имена брата Добун-мэргэна Дува-Сохора и брата Тобо-хана Секина (Сакуя); после смерти Дува-Сохора четыре его сына образовали четыре племени, а после смерти тюркского кагана держава разделилась на четыре части. Однако в действительности имя кагана было Таспар или Татпар, а братья Добун-мэргэн и Дува-Сохор жили приблизительно в середине IX века, на триста лет позже Таспар-кагана.